# Президентский оркестр России

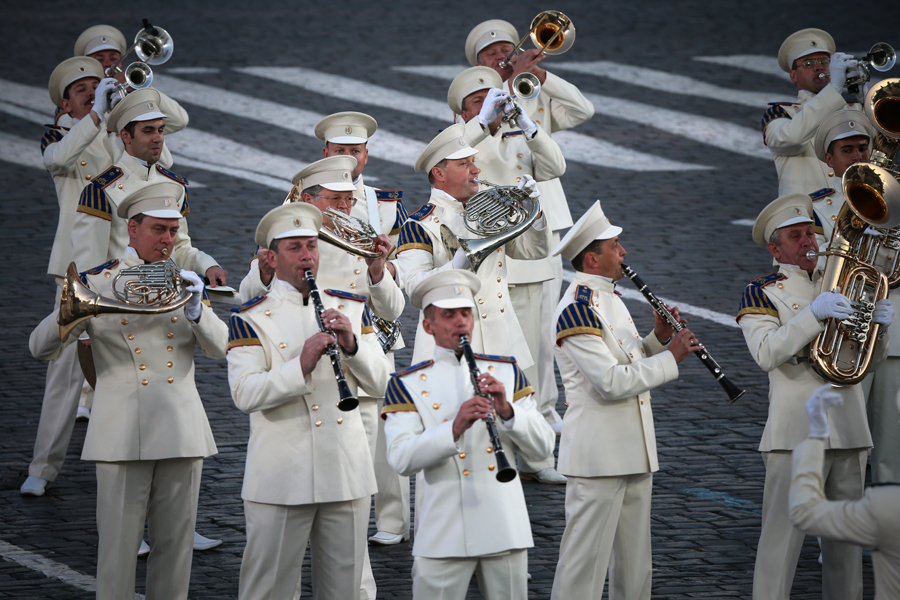
Музыканты Президентского оркестра участвуют в фестивале «Спасская башня», 2014 год

Президе́нтский орке́стр Слу́жбы коменда́нта Моско́вского Кремля́ Федера́льной слу́жбы охра́ны Росси́йской Федера́ции (Президе́нтский орке́стр) — главный музыкальный коллектив при проведении официальных мероприятий государственного значения, включая инаугурацию Президента Российской Федерации. В составе коллектива 140 профессиональных музыкантов.

## История
Днём основания Президентского оркестра считается 8 августа 1918 года, когда появилась музыкальная команда 1-х Московских пулемётных курсов, располагавшихся в Московском Кремле.
В 1936 году был создан музыкальный взвод Полка специального назначения. В сентябре 1938 года оркестр был выведен из штата Полка специального назначения и был подчинен непосредственно коменданту Кремля. 
11 января 1993 года оркестр был переименован в Президентский оркестр комендатуры Московского Кремля Главного управления охраны Российской Федерации. Позже он был переименован в Президентский оркестр Службы коменданта Московского Кремля Федеральной службы охраны Российской Федерации.
Начальник Президентского оркестра — полковник  Вера Алексеевна Крылова. Руководит оркестром с 2010 года.
Дирижеры оркестра — полковник Евгений Юрьевич Никитин — заслуженный артист Российской Федерации, подполковник Дмитрий Валентинович Барсуков, майор Руслан Владимирович Жарский.
Музыкальный коллектив является участником государственных церемоний высокого ранга, в частности, сопровождает визиты в Россию глав государств и правительств. Солисты этого коллектива знают гимны большинства стран мира. Кроме того, оркестр участвует в приёмах, посвящённых государственным праздникам, памятным датам, в мероприятиях с участием главы государства. От вида таких мероприятий зависит количество и состав группы: духовой оркестр работает на встречах, проводах, во время государственных визитов, а симфонический — сопровождает приёмы, наградные церемонии, обеды. Президентский оркестр России — один из немногих военных оркестров в мире, в котором есть симфонический состав.
В истории оркестра есть достаточно необычные эпизоды: он выступал с известными музыкантами, чей репертуар далёк от классики, — Кеном Хенсли, группами «Uriah Heep», «Scorpions» и «Ария» (запись сингла «Потерянный рай» и одноименного видеоклипа). Музыкальный коллектив записал музыку к 40 кинофильмам, драматическим спектаклям, спортивным мероприятиям, в числе которых Олимпийские игры в Москве.
Оркестр базируется в Троицкой башне Кремля, где находятся студии звукозаписи, офисные и подсобные помещения оркестра.

## Награды и премии
- премия Ленинского комсомола (1982) — за большую работу по эстетическому воспитанию молодёжи и высокое исполнительское мастерство